# Kanon×kanon
kanon×kanon(카논x카논)은 일본의 비주얼계 음악유닛이다.

## 개요
공식 설정은「2.5차원의 기재(寄才)음악유닛」이다. 콘셉트로서 개성이 풍부한 비주얼의 현재와 일본의 독자적인 "和"를 베이스로 활동하고 또한「2.5차원」이라는 시공의 공간으로부터 찾아왔기 때문에 실체가 존재하지 않는다.
가수 겸 첼로리스트인 와케시마 카논과 안 카페의 베이시스트의 카논으로 구성된 두사람의 남녀유닛이지만
이름이 두 사람 모두 "카논"이므로 이런 유닛명이 되었다.
공식사이트에서는 얼굴사진만 공개되어있고 자세한 프로필에 관해서는 비공개인 상태이다.
2010년 11월 17일, 싱글「カレンデュラ レクイエム」로써 데뷔.

## 멤버
- kanon(♀) (와케시마 카논)

첼로를 연주하는 불가사의한 보컬리스트.
- kanon(♂) (카논)

아키바계의 작곡가.

## 싱글

### * カレンデュラ レクイエム
1. カレンデュラ レクイエム / 애니메이션「시귀2기」오프닝테마
작사, 첼로: kanon(♀) 작곡, 기타: kanon(♂) 편곡: kanon(♂) , 와쿠이 켄이치, 치바 나오키
2. ザ ドールハウス!
작사, 첼로: kanon(♀) 작곡, 기타: kanon(♂) 편곡: kanon(♂) , 와쿠이 켄이치, 치바 나오키
3. ウミガメスープ
루이스 캐럴원작의 이상한 나라의 앨리스를 번역한 야가와 스미코의 책을 인용하여 타니야마 히로코가 만든 곡을
와쿠이 켄이치, 치바 나오키가 재편곡
4. カレンデュラ レクイエム (Less Vocal)
4. カレンデュラ レクイエム - 屍鬼 TV size - (기간한정생산판만)
DVD - カレンデュラ レクイエム PV Clib (초회한정판만)

### * 恋の道程
1. 恋の道程 / 애니메이션「30세의 보건 체육」오프닝테마
2. 恋愛のスゝメ
3. 恋の道程 TV SIZE
4. 恋の道程 madmaid 17's DT Bassline remix
5. 恋の道程 Instrumental

## LIVE
- 2011년 7월 2일 미국 Aneheim AM2

「カレンデュラレクイエム」,「ザ　ドールハウス！」,「恋愛のスゝメ」,「ムーンライト伝説」,「恋の道程」

## 활동
- 2010년 10월 14일 (일본) 니코니코 생방송

「kanon×kanonの青山三丁目劇場『屍鬼』第2クール直前スペシャル！」
- 2010년 11월 26일 (일본) 시귀 웹라디오
- 2011년 6월 4일 (일본) A&G REQUEST デジスタ 게스트

## 관련위키
- 와케시마 카논
- 안 카페